# Andorranische Davis-Cup-Mannschaft
Die andorranische Davis-Cup-Mannschaft ist die Tennisnationalmannschaft Andorras.

## Geschichte
2000 nahm Andorra erstmals am Davis Cup teil. Das beste Resultat erreichte die Mannschaft im Jahr 2003 mit dem Erreichen der Europa/Afrika-Gruppenzone II. Bester Spieler der Mannschaft ist Jean-Baptiste Poux-Gautier mit 36 Siegen in insgesamt 45 Begegnungen. Er ist damit gleichzeitig Rekordspieler seines Landes.